# Per Nyhaug
Per Nyhaug (Oslo, 2 maart 1926 - 1 september 2009) was een Noorse vibrafonist en drummer.
Nyhaug was paukenist en slagwerker in den norske Operas Orkester en speelde van 1961 tot 1991 in Kringkastingorkestret. Ook was hij actief in de jazz, hij had een eigen band (met Willy Andresen, Fred Thunes en Frank Otterson) en speelde met musici als Ragnar Robertsen, Olav Wernersen, Arnstein Johansen, Eilif Holm, Rowland Greenberg, Robert Normann en Egil Kapstad. In de jaren tachtig had hij een groep (met onder meer bassist Bjørn Kjellemyr), waarmee hij voor Gemini Records enkele albums opnam. Verder was Nyhaug actief in bijvoorbeeld Radiostorbandet en Oslo Filharmoniske Orkester. In 1987 kreeg hij een Gammleng-prisen in de categorie 'studio'.

## Discografie
- Groovin' High' , 1988
- To Gemini, 1993

- Gemeinsame Normdatei: 173811329
- International Standard Name Identifier: 0000 0004 6714 4957
- Library of Congress Control Number: n98018547
- MusicBrainz: d1b02c2f-7e0f-41ab-bff7-506c95461a18
- Virtual International Authority File: 125800146